# 楠姆庙线路所
楠姆庙线路所位于滠武铁路K11+421处。由中国铁路武汉局集团，不办理客货运业务，仅作列车跨线使用。

## 站场设施
线路所呈西北—东南走向。线路设备完全设于桥上，有道岔3组，安全线1条，滠武铁路正线贯穿线路所。线路所上行处，并行的上下行正线逐渐分离，在正线之间侧向分岔出武汉站货车外绕线，下穿滠武下行正线，在楠栂庙站上方折向东去、通往武昌东站。